# Лёгкие крейсера типа «Кэролайн»
Лёгкие крейсера типа «Кэролайн» — тип лёгких крейсеров Королевского военно-морского флота Великобритании времён Первой мировой войны. Всего построено 6 единиц: «Кэролайн» (Caroline), «Кэрисфорт» (Carysfort), «Клеопатра» (Cleopatra), «Комюс» (Camus), «Конквест» (Conquest), «Корделия» (Cordelia). Развитие лёгких крейсеров типа «Аретьюза», родоначальники семейства крейсеров типа C.
Дальнейшим развитием серии стали крейсера типа «Каллиопа».

## Конструкция

### Силовая установка
8 водотрубных котлов Yarrow с рабочим давлением 16,5 атмосфер. Запас топлива — 916 тонн нефти.

### Бронирование
Бортовое бронирование выполнялось из стали марки НТ (High Tensile Steel), и использовалось в качестве конструктивного элемента для обеспечения продольной прочности корпуса. Бронирование палубы составляло 25,4 мм и выполнялось из того же материала.

### Вооружение
Были вооружены двумя расположенными в корме линейно-возвышенными 152-мм орудиями «Мк. XII» с длиной ствола в 45 калибров, 8× 102-мм орудий «Mk.V» в 45 калибров расположенным попарно в носу и по обоим бортам крейсеров и 2×2 533-мм торпедными аппаратами. Управление артиллерийским огнём осуществлялось из двух дальномерных постов, располагавшихся на носовой надстройке и кормовом мостике. Каждый пост был оборудован открыто стоящим дальномером фирмы Barr & Stroud с базой девять футов (2,74 м).

## Служба
«Кэролайн» — заложен 28 января 1914 г., спущен 29 сентября 1914 г., вошёл в строй в декабре 1914 г. Музейный корабль в Белфасте, Северная Ирландия.
«Кэрисфорт» — заложен 25 февраля 1914 г., спущен 14 ноября 1914 г., вошёл в строй в июне 1915 г.
«Клеопатра» — заложен 26 февраля 1914 г., спущен 14 января 1915 г., вошёл в строй в июне 1915 г.
«Комюс» — заложен 3 ноября 1913 г., спущен 16 декабря 1914 г., вошёл в строй в январе 1915 г.
«Конквест» — заложен 3 марта 1914 г., спущен 20 января 1915 г., вошёл в строй в июне 1915 г.
«Корделия» — заложен 21 июля 1913 г., спущен 23 февраля 1914 г., вошёл в строй в январе 1915 г.